# Franz Vogelsang
Franz Vogelsang (* 22. September 1899 in Essen-Altenessen; † 26. Juni 1979 in Wiesloch) war ein deutscher Politiker während des Nationalsozialismus und Regierungspräsident in Aachen. Vogelsang übernahm im Krieg führende Aufgaben für den Luftschutz und unternahm mehrere Beratungsreisen in deutsche Städte. Für sein Engagement erhielt er im Juni 1944 das Kriegsverdienstkreuz 1. Klasse mit Schwertern.

## Leben
Nach der Schulzeit wurde Vogelsang in das königlich-evangelische Lehrerseminar in Essen aufgenommen. Vogelsang hatte 1917 während des Ersten Weltkrieges als Jugendwehrangehöriger seinen ersten Kriegseinsatz in Frankreich, im November 1917 war er Soldat bei einem Fußartillerie-Regiment. Im Frühjahr 1918 folgten der Einsatz in Flandern und die Teilnahme an den Kämpfen um den Kemmelberg und Ypern. Im Dezember 1918 wurde Vogelsang aus dem Kriegsdienst als Vizefeldwebel entlassen. Er wurde mit dem Eisernen Kreuz II. Klasse ausgezeichnet.
Nach dem Krieg beendete Vogelsang die Lehrerausbildung und war kurzzeitig als Lehrer eingesetzt. Er studierte Volkswirtschaft an den Universitäten Köln und Heidelberg. Von 1924 bis 1932 war er Syndikus eines Arbeitgeberverbandes im Malerhandwerk. 1931 erfolgte sein Eintritt in die NSDAP (Mitgliedsnummer 544.838). 1932 trat er in die Sturmabteilung ein und wurde Sektionsleiter, danach Ortsgruppenleiter in Köln-Bayenthal. Im März 1933 bekleidete er das Amt des Gauamtsleiters, im Mai 1933 war er Leiter der kommunalpolitischen Abteilung im Gau Köln-Aachen. Außerdem war er Abteilungsleiter im Amt „Nationalsozialistische Handwerks-, Handels- und Gewerbeorganisationen“ (NS-Hago) und der Deutschen Arbeitsfront (DAF).
Von 1933 bis 1936 war er Ratsherr der Stadt Köln und Fraktionsvorsitzender der NSDAP sowie Gauinspektor. Zugleich wurde er von der Stadtverwaltung im Juli 1933 u. a. in den Vorstand des Kölnischen Kunstvereins delegiert. Als Nachfolger von Eggert Reeder amtierte Vogelsang 1936/37 als stellvertretender Regierungspräsident, vertretungsweise mit der Verwaltung der Stelle des Regierungspräsidenten betraut. Ab 1. Mai 1937 wurde er Regierungspräsident in Aachen und 1939 Mitglied der Schutzstaffel (SS-Nr. 337.798). Von 1940 bis 1944 war er auch zuständig für Eupen-Malmedy. Am 1. Juli 1944 wurde er zum Provinzkommissar für Brüssel und Brabant berufen, trat den Dienst wegen der Kriegslage jedoch nicht mehr an. Im Oktober 1944 wurde die Aachener Regierung nach Waldbröl ausgelagert, im Dezember 1944 wurde er zum Landrat mit Sitz in Gummersbach berufen. Vogelsang erreichte Ende Januar 1943 bei der SS den Rang eines Brigadeführers.
Im April 1945 diente Vogelsang für drei Tage als Soldat in Glauchau, geriet in amerikanische Kriegsgefangenschaft und wurde im August 1945 nach intensiven Verhören entlassen.
Nach dem Krieg entsagte sich Franz Vogelsang jeglicher politischen Tätigkeit. Er hatte verschiedene kaufmännische Tätigkeiten inne, seinen Lebensabend verbrachte Franz Vogelsang in Heidelberg, wo er sich bei lokalen städtischen und geselligen Vereinen engagierte, selbst Vereine mitbegründete und verschiedentlich auch zum Vorsitzenden gewählt wurde. Als leidenschaftlicher Sammler trug er sein Leben lang Daten zur Geschichte der Familie Vogelsang zusammen und veröffentlichte diese sowie das heute noch sehr gesuchte Büchlein Der Wolfsbrunnen bei Heidelberg.

## Werke
- Der Wolfsbrunnen bei Heidelberg. Ein Hort der Romantik im Spiegel seiner 400-jährigen Geschichte. 1965.